# Callipseustes reflexa
Callipseustes reflexa là một loài bướm đêm trong họ Geometridae.